# کنفرانس وانزه (فیلم ۲۰۲۲)
کنفرانس وانزه (آلمانی: Die Wannseekonferenz) یک تله‌فیلم مستند درام آلمانی است که در سال ۲۰۲۲ از شبکهٔ زد د اف پخش شد. این فیلم دربارهٔ کنفرانس وانزه در ۲۰ ژانویهٔ ۱۹۴۲ و در میانهٔ جنگ جهانی دوم است که در آن دربارهٔ مسئله یهود و نسل‌کشی یهودیان تصمیم‌گیری شد.

## بازیگران
- فیلیپ هوخمایر در نقش اس‌اس-اوبرگروپن‌فورر راینهارت هایدریش رئیس اداره اصلی امنیت رایش و معاون فرماندار بوهم و موراویا
- یوهانس آلمایر در نقش اس‌اس-اوبراشتورمبانفورر آدولف آیشمن
- فابیان بوش
- ماکسیمیلیان بروکنر
- گودهارت گیزه